# ديفيد تريجو
ديفيد تريجو (بالإسبانية: David Trejo)‏ هو مجدف مكسيكي، ولد في 29 سبتمبر 1945 في مدينة مكسيكو في المكسيك.

## وصلات خارجية
- ديفيد تريجو على موقع الاتحاد الدولي للتجديف (الإنجليزية)
- ديفيد تريجو على موقع اللجنة الأولمبية الدولية (الإنجليزية)
- ديفيد تريجو على موقع أوليمبيديا (الإنجليزية)